# Pietro Ferrari (drammaturgo)
Pietro Ferrari (fl. XVIII secolo) è stato un drammaturgo italiano.

## Biografia
Di origini milanesi, fu comico in lingua volgare. Iniziò a recitare nelle parti da innamorato e talvolta anche nella maschera di Arlecchino. Successivamente condusse con intraprendenza una propria compagnia comica in città come Bologna, Firenze e Genova, che applaudirono il suo modo di condurre, e diresse una società di persone abili nel loro mestiere, ragion per cui si guadagnò una buona reputazione. Diresse il Teatro de' Risoluti.

## Opere
Per il Carnevale del 1780 della città di Lucca compose Il Pigmalione, azione scenica di Mr. De Rousseau.
Per il Carnevale del 1791 della città di Pescia compose la tragedia La morte di Ludovico Sforza detto il Moro, che rielabora in modo fantasioso e romantico i fatti storici dell'ultimo quarto del secolo XV e di cui sono personaggi principali Ludovico il Moro, Beatrice d'Este, Isabella d'Aragona e Carlo VIII di Francia. Le vicende narrate sono collocate subito dopo la morte del duca Gian Galeazzo: la vedova Isabella è insidiata dallo zio Ludovico, che, dopo aver avvelenato il nipote, medita di uccidere la consorte Beatrice per fare di Isabella la propria sposa. Ripugnata da questa idea, Isabella chiede l'aiuto del re di Francia, appena giunto a Milano su invito di Ludovico stesso. Beatrice, sospettando una tresca tra Isabella e il marito, tenta inizialmente di pugnalare la cugina in preda a un accesso d'ira, successivamente, conosciuti i veri piani del marito e l'innocenza della cugina, si schiera dalla sua parte. Anche re Carlo, una volta scoperta la doppiezza del Moro, gli dichiara guerra. La tragedia si chiude con un duello finale tra i due: re Carlo, risultato vincitore, è sul punto di uccidere Ludovico, quando la moglie Beatrice s'interpone fra i due, supplicando la salvezza del marito. In virtù della nobiltà d'animo della duchessa, il re è disposto a risparmiare il nemico, ma il Moro, sdegnato a suo modo dal tradimento della moglie, si suicida.
Re: e a tanto giungi per lo sposo infido?

Bea: è mio consorte, e basta. In lui difendo la mia vita, l'onor, la fede mia.

Re: la senti, ingrato? Una sì degna sposa non meritasti mai. A' merti suoi la libertà ti dono; ma dovrai pender da' cenni miei. [....] 

Lud: Ne' Stati suoi vada il Franco Monarca a impor le sue leggi.»
(La morte di Ludovico Sforza detto il Moro)